# Wolfgang Meier (Trainer)
Wolfgang Meier (* 1943 in Stettin; † 6. April 2025) war ein deutscher Leichtathletiktrainer.

## Beruflicher Werdegang
Meier wurde in Stettin geboren; im Alter von zwei Jahren verlor er seinen Vater im Krieg. Mit Mutter und Großmutter kam er per Schiff nach Wismar. Er erlernte den Beruf des Schiffbauingenieurs.
Als Leichtathletiktrainer beim SC Empor Rostock betreute Meier unter anderen die Olympiasiegerin und Weltrekordlerin Marita Koch, die er als 13-Jährige entdeckt hatte. Bis zu diesem Zeitpunkt war er als Hobbytrainer tätig gewesen; nach den ersten Erfolgen von Koch wurde er als hauptamtlicher Trainer angestellt. 1987 heirateten Meier und Koch; die Eheleute bekamen zwei Töchter. Nach der Wende verlor Meier seine Anstellung als Trainer und betreute ausländische Sportlerinnen und Sportler, darunter die Französin Marie-José Pérec. Die Zusammenarbeit mit Pérec sorgte für Aufsehen, da die Sprinterin Meier und Koch während der Olympischen Spiele 1992 in Barcelona des Dopings bezichtigt hatte. Vor den Olympischen Spielen 2000 suchte Pérec, die nach einer Erkrankung ihre Form verloren hatte, dennoch Meiers Unterstützung.
Wolfgang Meier starb am 6. April 2025 im Alter von 82 Jahren an einer Krebserkrankung. Er wurde in Warnemünde bestattet.